# Стефанија (певачица)
Стефанија Либеракакис (грч. Στεφανία Λυμπερακάκη; Утрехт, 17. децембар 2002), позната једноставно као Стефанија, је грчко-холандска певачица, гласовна глумица и Јутјубер. Бивша је чланица девојачке групе Киссес, која је представљала Холандију на Дечјој песми Евровизије 2016. Одабрана је да представља Грчку 2020. и 2021. године на Песми Евровизије у Ротердаму.  

## Каријера

### Рана каријера
Либеракакис је 2013. године био такмичар у трећој сезони ТВ емисије Глас у Холандији. Придружила се тиму Борсато након своје аудиције, али је елиминисана у рунди борбе. Затим се придружила дечјем хору Киндерен воор Киндерен, који је напустила после две године. 

### 2016: Дечја песма Евровизије
Године 2016. Либеракакис је била на аудицији за Јуниор Сонгфестивал, холандски предизбор за Дечју песму Евровизије. Интерно је изабрана да представља Холандију на Дечјој песми Евровизије 2016. у Валети као део девојачке групе Киссес. Група је заузела 8. место од 17 пријава. 

### 2017–2019: Соло каријера и глума
Либеракакис је 2018. објавила свој први соло сингл под називом „Ступид Резонс“. Године 2019. објавила је још три сингла: У јуну 2019. извела је обраду песме „Кон Калма“ на додели МАД Видео Мјузик Авардс, која је емитована на грчкој телевизији. 
Од 2018. па надаље, глуми Фену у ТВ серији Бругклас. Такође је глумила у холандским филмовима Бругклас: Де тијд ван м'н левен, Де Цлуб ван Лелијке Киндерен (као певачица) и 100% Коко Њујорк (као Лили). 

### Песма Евровизије 2020. и 2021
Крајем 2019. Либеракакис је именована као потенцијални кандидат за представљање Грчке на такмичењу за Песму Евровизије 2020. које ће се одржати у Ротердаму, Холандија.  Она је требало да изведе песму „Супергрл“ у другом полуфиналу 14. маја 2020.  Међутим, 18. марта, ЕБУ је најавио отказивање такмичења због пандемије КОВИД-19.  Истог дана, ЕРТ је саопштио да ће Грчка учествовати на Песми Евровизије 2021, са Стефанијом као представницом земље.
На Конкурсу 2021, Стефанија је учествовала са песмом „Last Dance“, која је објављена 10. марта 2021.   Стефанија је наступила у финалу Песме Евровизије 2021, где је завршила на 10. месту.

## Лични живот
Рођена је од грчких родитеља, Куле и Спироса Либеракакиса, у Утрехту, Холандија.   Њена породица потиче из Турија и Софика, малих села у Евросу, Грчка.   Она је братаница грчког глумца Јаниса Станкоглуа. 

## Дискографија

### Синглови
| Назив                             |
| "Wereldplan"                      |
| "Nu het feestje voorbij is"       |
| "Waarom moet ik gaan?"            |
| "Eventjes alleen"                 |
| "Leef met elkaar"                 |
| "Stupid Reasons"                  |
| "All I Want For Christmas Is You" |
| "Wonder"                          |
| "I'm Sorry (Whoops!)"             |
| "Over and Over Again"             |
| "Turn Around"                     |
| "Supergirl"                       |
| "Friday"                          |
| "Swipe"                           |
| "Last Dance"                      |
| "Mucho Calor"                     |
| "Wait No More"                    |
| --------------------------------- |